# Сикотан (уезд)

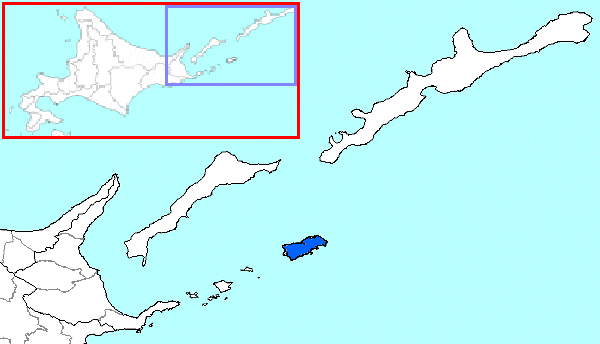
Официальная территория уезда

Сикотан (яп. 色丹郡 Сикотан-гун) — уезд округа Немуро губернаторства Хоккайдо Японии, образованный на острове Шикотан. В августе 1945 года население уезда составляло 1038 человек. В состав уезда по состоянию на 1940-е годы входило село Сикотан (яп. 色丹村 Сикотан-мура), которое примерно соответствует современному российскому посёлку Малокурильское. Согласно федеративному устройству Российской Федерации, остров Шикотан является частью Сахалинской области и входит в Южно-Курильский район согласно административно-территориальному устройству области и в Южно-Курильский городской округ согласно муниципальному устройству. Остров является предметом территориального спора между Японией и Россией.

## История
На рубеже феодальной и Мэйдзи эпох остров находился в ведении самурайских кланов: сперва Дзодзёдзи, затем Инада. В 1871 году феодальные кланы были упразднены, а территория уезда перешла под юрисдикцию Комиссии по освоению Хоккайдо.
В 1884 году айны со средних и северных Курил были переселены японскими властями в уезд (на остров Шикотан) как новое место их компактного проживания. Правительство Мэйдзи не хотело, чтобы обрусевшие айны жили в непосредственной близости от северной границы империи. Японская империя приступила к активной колонизации острова, и многие айны подверглись японизации. Японцы запретили им выходить в море без разрешения и вообще вести традиционный образ жизни. В условиях неестественной скученности, численность перемещённых северокурильских айнов резко сократилась.
В 1885 году выделен в отдельный уезд из состава уезда Ханасаки области Нэмуро и передан в состав области Тисима — в короткий период (1882—1886) существования префектуры Нэмуро, охватывавшей северо-восток Хоккайдо и Курильские острова.
В 1886 году префектуры Нэмуро, Саппоро и Хакодатэ были слиты в единую префектуру Хоккайдо, в составе которой Тисима на правах области, единицы субпрефектурного уровня, и продолжила своё существование.
В 1897 году населённая часть провинции Тисима была разделена между округами Сяна и Нэмуро, вследствие чего Сикотан стал уездом в составе Нэмуро.
1 сентября 1945 года в ходе советско-японской войны в результате Курильской десантной операции японский гарнизон — 4-я пехотная бригада и полевой артиллерийский дивизион, численностью 4800 солдат и офицеров под командованием генерал-майора Садасити Дои (в некоторых источниках Дзио Дой) — капитулировал и остров был занят советскими войсками. В соответствии с решением Ялтинской конференции руководителей трех великих держав, подписанным 11 февраля 1945 г. (опубликовано 11 февраля 1946 г.) остров был передан Советскому Союзу и 5 июня 1946 года включен в состав Южно-Курильского района Южно-Сахалинской области.
В дальнейшем СССР отказался рассматривать вопрос о передаче островов Японии, поскольку, по заявлению правительства СССР от 27 января 1960 года, это привело бы к расширению территории, используемой американскими войсками, которые в свою очередь были размещены против воли СССР в соответствии c секретным американо-японским «Пактом безопасности» от 8 сентября 1951 года, подписанным между США и Японией на Сан-Францисской конференции. Японское население острова было депортировано в Японию. Япония продолжила оспаривать его принадлежность и в XXI веке.